# Niko Jesenovec
Nikolaj »Niko« Jesenovec, slovenski farmacevt, biokemik in univerzitetni profesor, * 1. december 1928, Puštal/Škofja Loka, † 27. december 1993, Maribor.

## Življenje in delo
Niko Jesenovec, univerzitetni profesor in raziskovalec na področju medicinske biokemije, se je rodil v desetčlanski družini v Škofji Loki. Srednjo farmacevtsko šolo v Ljubljani je zaključil leta 1948. Šolanje je nadaljeval na Univerzi v Zagrebu, kjer je leta 1952 diplomiral na Farmacevtski fakulteti. Po diplomi je opravljal pripravništvo v več lekarnah v Ljubljani, delo pa nadaljeval kot vodja internega laboratorija v takratni Splošni bolnišnici Maribor. Leta 1953 je združil priročne laboratorije v bolnišnici in ustanovil ter razvil do zavidljive strokovne ravni prvi samostojni biokemijski laboratorij v Splošni bolnišnici Maribor, ki je bil predan namenu leta 1954. V letu 1961 je opravil specialistični izpit na Medicinski fakulteti v Ljubljani in postal prvi specialist medicinske biokemije v Sloveniji. Doktoriral je leta 1963 na Farmacevtsko-biokemijski fakulteti v Zagrebu. V Splošni bolnišnici Maribor je ostal do leta 1974, nakar je dve leti delal v diplomatski službi na Dunaju. Konec leta 1976 se je vrnil v Slovenijo in prevzel mesto direktorja tedanjega Centralnega kliničnega kemijskega laboratorija v Kliničnem centru Ljubljana ter ga dvignil na raven univerzitetnega Inštituta za klinično kemijo in biokemijo.
Poleg strokovnega pa je prof. dr. Jesenovec veliko časa namenil tudi pedagoškemu in znanstveno-raziskovalnemu delu. V naziv docent je bil izvoljen leta 1965, leta 1978 pa v naziv redni profesor medicinske biokemije na Oddelku za farmacijo na nekdanji Naravoslovno-tehnične fakultete v Ljubljani. Svojo predavateljsko pot je začel na tedanji Višji stomatološki šoli v Mariboru in od njene ustanovitve leta 1960 pa do preuranjene ukinitve predaval predmet fiziološka kemija. Od leta 1969 do 1985 je pogodbeno na Pedagoški akademiji v Mariboru predaval predmet biokemija. Prav tako je predaval na dodiplomskem študiju farmacije, leta 1986 je ustanovil in postal prvi predstojnik Katedre za klinično biokemijo, organiziral pa je tudi specializacijo in podiplomski študij medicinske biokemije vse našteto na Naravoslovno-tehnični fakulteti v Ljubljani. Dodatno je krajša obdobja predaval še na Medicinski fakulteti v Ljubljani, Srednji farmacevtski šoli in na Farmacevtsko-biokemijski fakulteti v Zagrebu.
Objavil je več kot 300 strokovnih in znanstvenih del in predaval na več kot 200 kongresih, pisal priročnike in izdajal navodila. Leta 1979 je prejel Minařikovo odličje, ki ga podeljuje Slovensko farmacevtsko društvo svojim članom za izjemne zasluge pri delovanju društva, za posebne uspehe pri razvoju farmacije na pedagoškem, znanstveno-raziskovalnem ali strokovno-organizacijskem področju in predstavlja najvišje stanovsko priznanje. Leta 1991 je prejel nagrado Borisa Kidriča za izum stabilne kontrole krvi za hematološke analizatorje po Coulterjevem principu (skupaj z Milanom Skitkom in Ljubišo Lukićem). Upokojil se je leta 1990. 